# Selenio... o el poder que ama
Selenio... o el poder que ama era una telenovela argentina producida y dirigida para ATC (hoy Televisión Pública) en 1978. Fue protagonizada por Elizabeth Killian y José María Langlais. Además contó con las actuaciones de los actores Ignacio Quirós, Elena Sedova y Cristina Lemercier.
Fue uno de los primeros programas producidos y emitidos en color en la televisión argentina.

## Elenco
- José María Langlais - Sebastián
- Elizabeth Killian - Rita
- Ignacio Quirós
- Elena Sedova
- Cristina Lemercier
- Virginia Faiad
- Héctor Fuentes
- Zulma Grey
- Enrique Kossi
- Mayco Castro Volpe
- Ernesto Nogués
- Daniel Miglioranza
- Horacio Peña

## Equipo de producción
- Historia: Norberto Espinosa, Jorge Falcón y Néstor Montenegro
- Dirección: Alberto Moneo y Rubén Tobela
- Producción: Héctor González, Maneca Lobato y Eva Montes de Oca